# Aleksandrs Čekulajevs
Aleksandrs Čekulajevs (Riga, 1985. szeptember 10. –) lett labdarúgó.

## Pályafutása
Čekulajevs a lett FK Auda akadémiáján nevelkedett. A klub színeiben 2007 és 2008 között 30 mérkőzésen 49 gólt lőtt a lett másodosztályú labdarúgó-bajnokságban. 2008 és 2009 között a cseh FK Náchod-Deštné csapatánál futballozott. A 2011-12-es észt bajnokság során 35 mérkőzésen 46 gólt szerzett, ezzel észt gólkirály lett. 2012-ben a Valletta FC csapatával máltai bajnok lett. 2012-ben leigazolta őt az akkor magyar élvonalbeli Lombard Pápa, melynek színeiben mindössze négy mérkőzésen lépett pályára. Čekulajevs 2017 óta a lett FK Jūrnieks labdarúgója.

## Sikerei, díjai
- JK Narva Trans:
  - Észt gólkirály: 2011
- Valletta FC:
  - Máltai bajnok: 2011-12